# Enterprise včerejška
Enterprise včerejška (v anglickém originále Yesterday's Enterprise) je v pořadí patnáctá epizoda třetí sezóny seriálu Star Trek: Nová generace.
V této epizodě se musí posádka USS Enterprise-D rozhodnout, zda pošle USS Enterprise-C, která cestovala časem, zpět do její doby, přestože jí tím hrozí jisté zničení, aby tak ochránila svou časovou linii.
Děj „Enterprise včerejška“ vznikl spojením dvou námětů na epizody: Jeden zahrnoval posádku Enterprise-C cestující časem a druhý návrat Denise Crosby, jejíž charakter Tasha Yarová byla zabita během první sezóny seriálu. Trent Christopher Ganino a Eric A. Stillwell příběh přepsali, aby více upřednostnil postavu Guinan a scénář dokončil tým pěti autorů.
Natáčení epizody trvalo týden. Některé plánované věci včetně smrti mnoha postav nakonec nebyly uskutečněny, jelikož by byly příliš časově náročné či nákladné na to, aby mohly být realizovány. V ohlasu překonala „Enterprise včerejška“ většinu epizod třetí sezóny, když dosáhla hodnocení 13,1, což bylo v seriálu do té doby třetí nejvyšší. Mezi recenzenty i členy posádky bývá uváděna jako nejoblíbenější.
Tato epizoda šestkrát vyhrála hlasování o nejoblíbenější epizodu seriálu TNG.

## Příběh

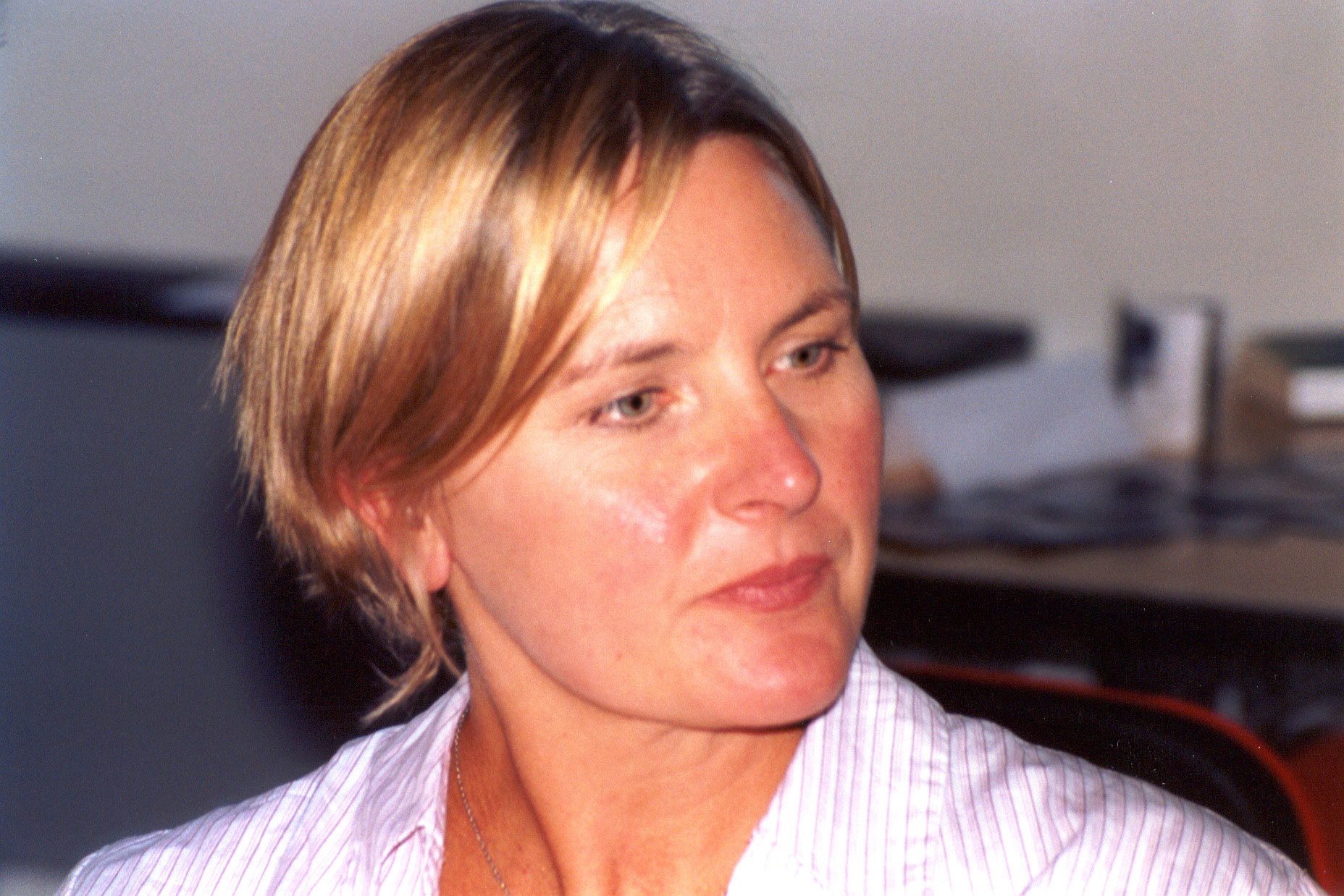
Denise Crosby, která se vrátila v této epizodě jako Tasha Yarová.

Enterprise D míjí časoprostorovou anomálii, ze které vyletí jakýsi objekt. V tu chvíli se realita zásadně změní, ale nikdo kromě Guinan tuto změnu nezaregistruje: Z Enterprise D se stane válečná loď, na palubě není Worf a naopak přibude Tasha Yarová a Federace je ve zničující válce s Klingony a navíc drtivě prohrává.
Objekt, který se vynořil z anomálie, je loď Enterprise C, dávno považovaná za zničenou, protože se stala nezvěstnou před více než dvaceti lety, v roce 2344, když se nacházela poblíž klingonské stanice Narendra III v den, kdy na ni zaútočili Romulané. Enterprise C je nyní těžce poškozená. Její kapitán Rachel Garrettová sdělí kapitánu Picardovi, že před chvílí letěli na pomoc Klingonům a romulanská palba loď těžce poškodila. Je velmi překvapená, když se dozví, že se přesunula o mnoho let do budoucnosti.
Guinan má zvláštní schopnosti pro vnímání času a proto si všimne, že se vše změnilo, že místo míru je náhle zničující válka. Přesvědčuje Picarda, že Enterprise C nemá v tomto desetiletí co dělat a že současná realita je špatně – například že z lodi zmizely děti. Picard jí vůbec nerozumí, proč by na válečné lodi měly být rodiny s dětmi. Guinan na něho však apeluje, aby jí přesto věřil.
Posádka usoudí, že Enterprise C prolétla anomálii zvaná „časový zlom“, kterou vytvořil výbuch romulanských torpéd, a že zmizení Enterprise C v roce 2344 mohlo ovlivnit historii. Posádka spekuluje, že v časové linii, kterou popisuje Guinan, byl možná mír s Klingony uzavřen díky tomu, že si vážili oběti Enterprise C, zničené při obraně Narendry III.
Oba kapitáni tedy řeší otázku, zda Enterprise C poslat časovým zlomem zpět na jistou smrt, když nikdo neví, jaký vliv to na časovou linii bude mít a která z linií je vlastně „správnější“. Protože posádka Enterprise C cítí, že do této éry nepatří, je rozhodnuto o jejím návratu do minulosti. V tom se ale odmaskuje klingonská loď a její střelba těžce poškodí Enterprise C; přitom zemře Garrettová i mnoho členů posádky.
Velení lodi převezme kormidelník Castillo, který se mezitím romanticky sblížil s Tashou Yarovou a je nadšen z jejích taktických rad. Ta se od Guinan dozvídá, že ve „správné“ časové linii zemřela zbytečnou smrtí. Proto si od kapitána Picarda vyžádá svolení nastoupit jako taktický důstojník na Enterprise C, která má teď kritický nedostatek posádky.
Po provedení nejnutnějších oprav zamíří Enterprise C k časovému zlomu. K oběma federačním lodí ale míří trojice klingonských plavidel. Enterprise D se pouští do zoufalého boje, aby ochránila Enterprise C. Dostává zničující zásahy, strojovna i můstek hoří a mnoho lidí umírá, včetně komandéra Rikera.
V tom Enterprise C proletí časovým zlomem. Na Enterprise D je vše jako předtím. Posádka zjišťuje, že anomálie mizí, a na události z druhé časové linie si nepamatuje. Kromě Guinan, která cítí velkou úlevu a požádá Geordiho, aby jí vyprávěl o Tashe.

## Návaznost
V této časové linii pošle kapitán Picard Tashu o dvě desetiletí do minulosti. Tam upadne do romulanského zajetí a narodí se jí dcera Sela. S ní se kapitán ke svému překvapení setká v několik pozdějších epizodách.